# Cyathea fenicis
Cyathea fenicis är en ormbunkeart som beskrevs av Edwin Bingham Copeland. Cyathea fenicis ingår i släktet Cyathea och familjen Cyatheaceae. Inga underarter finns listade.